# Харовський Сергій Юрійович
Сергі́й Ю́рійович Харо́вський (нар. 31 січня 1962, місто Стрий, Львівська область) — український політик. Народний депутат України VI скликання.

## Освіта
У 1984 році закінчив Львівський політехнічний інститут за фахом інженер-механік.

## Кар'єра
- 1984–1987 — старший інженер, керівник компресорної станції (підприємства Узбекистану).
- 1987–1988 — слухач Вищих курсів КДБ СРСР.
- 1988–1991 — оперуповноважений Ферганського УКДБ УзРСР.
- 1991–1994 — оперуповноважений, старший оперуповноважений УСБУ в Львівській області.
- 1994–1997 — помічник народного депутата України Олександра Новікова.
- 1997–2002 — президент страхової компанії ЗАТ «Велта».
- 2002–2005 — помічник народного депутата України Віктора Ющенка.
- 2006 — січень 2007 — перший заступник начальника Головного управління боротьби з організованою злочинністю — начальник Департаменту внутрішньої безпеки МВС України.

Був членом партії «Вперед, Україно!» (2007–2010).

## Парламентська діяльність
Народний депутат України 6-го скликання з 23 листопада 2007 до 12 грудня 2012 від Блоку «Наша Україна — Народна самооборона», № 69 в списку. На час виборів: у розпорядженні кадрів Міністерства внутрішніх справ України, член політичної партії «Вперед, Україно!». Член фракції Блоку «Наша Україна — Народна самооборона» (23 листопада 2007 — 3 липня 2012). 5 червня 2012 року голосував за мовний законопроєкт, авторами якого стали члени Партії Регіонів Сергій Ківалов і Вадим Колесніченко. Фракція виключила за це Сергія Харовського та Сергія Василенка зі складу фракції. Член фракції Партії регіонів (з 3 липня 2012). Член Комітету з питань екологічної політики, природокористування та ліквідації наслідків Чорнобильської катастрофи (26 грудня 2007 — 13 лютого 2008), голова підкомітету з питань національних заходів адаптації та пом'якшення наслідків глобальної зміни клімату Комітету з питань екологічної політики, природокористування та ліквідації наслідків Чорнобильської катастрофи (з 13 лютого 2008).